# Henryk Czech
Henryk Franciszek Czech (ur. 21 września 1934 w Zabrzu, zm. 4 marca 1994 tamże) – polski piłkarz, napastnik.
Przez wiele lat był piłkarzem Górnika Zabrze. W barwach tego zespołu wywalczył dwa tytuły mistrza kraju (1957 oraz 1959). W reprezentacji Polski wystąpił tylko raz, w rozegranym 16 listopada 1956 spotkaniu z Turcją. Polska zremisowała 1:1.